# 習志野市立実籾小学校
習志野市立実籾小学校（ならしのしりつ みもみしょうがっこう）は、千葉県習志野市実籾一丁目にある公立小学校。

## 沿革
- 1954年9月 - 千葉市立幕張東小学校(現在の千葉市立長作小学校)より習志野市立実籾小学校として分離独立

## 交通
- 京成本線実籾駅下車

## 出身者
- 佐藤信人（プロゴルファー）
- 立石尚行（元プロ野球選手）
- 大北浩士（フリーライター写真家）